# Бальза (присілок)
Ба́льза (рос. Бальза, башк. Балъя) — присілок у складі Куюргазинського району Башкортостану, Росія. Входить до складу Ленінської сільської ради.
Населення — 142 особи (2010; 153 в 2002).
Національний склад:
- росіяни — 76%